# Digital Command Control
El Control de Comandament Digital (DCC) és un estàndard per a un sistema per al funcionament digital de ferrocarrils en miniatura que permet controlar independentment les locomotores de la mateixa secció elèctrica de via.
El protocol DCC està definit pel grup de treball de control de comandaments digitals de l'Associació Nacional de Modelisme Ferroviari dels EUA (NMRA), que és propietària de la marca comercial del logotip DCC.

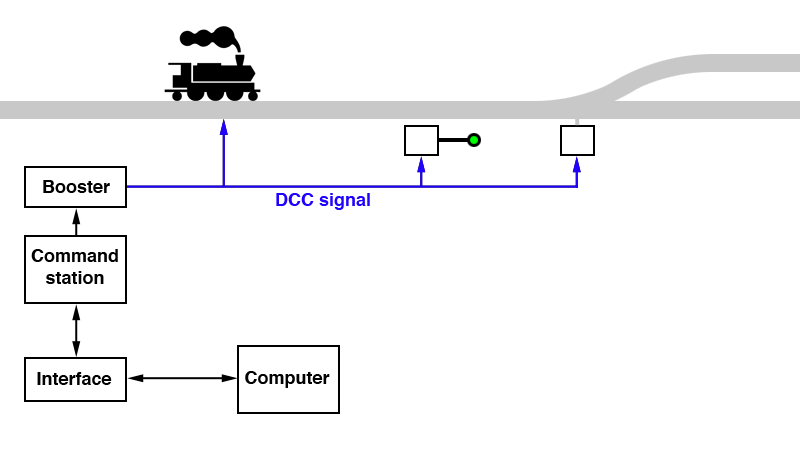
Disposició Control DCC

## Història
A la dècada del 1980 es va desenvolupar un sistema de control de comandaments digital (sota contracte amb Lenz Elektronik GmbH d'Alemanya) per a dos fabricants alemanys de ferromodels ferroviaris, Märklin i Arnold. Els primers descodificadors digitals que va produir Lenz van aparèixer al mercat a principis de 1989 per a Arnold (escala N) i a mitjans de 1990 per a Märklin (escala Z, escala H0 i calibre 1; Digital=). Märklin i Arnold van abandonar l'acord per qüestions de patents, però Lenz va continuar desenvolupant el sistema. El 1992, Stan Ames, que més tard va presidir el grup de treball NMRA/DCC, va investigar el sistema Märklin/Lenz com a possible candidat per als estàndards NMRA/DCC. Quan el comitè de control de comandaments de la NMRA va sol·licitar propostes als fabricants per a la seva proposta d'estàndard de control de comandaments a la dècada del 1990, Märklin i Keller Engineering van presentar els seus sistemes per a la seva avaluació. El comitè va quedar impressionat pel sistema Märklin/Lenz i es va decantar pel digital al principi del procés. La NMRA finalment va desenvolupar el seu propi protocol basat en el sistema Lenz i el va ampliar encara més. El sistema va ser anomenat més tard Control de Comandament Digital. Els primers sistemes comercials basats en el DCC de la NMRA es van demostrar a la Convenció de la NMRA de 1993, quan es va anunciar la proposta d'estàndard DCC. La norma proposada es va publicar al número d'octubre de 1993 de la revista Model Railroader abans de la seva adopció.
El protocol DCC és objecte de dues normes publicades per la NMRA: la S-9.1 especifica l'estàndard elèctric i la S-9.2 especifica l'estàndard de comunicacions. També hi ha disponibles diversos documents de pràctiques recomanades.
El protocol DCC defineix els nivells de senyal i els temps a la pista. El DCC no especifica el protocol utilitzat entre l'estació de comandament DCC i altres components com ara acceleradors addicionals. Existeixen diversos estàndards propietaris i, en general, les estacions de comandament d'un proveïdor no són compatibles amb els acceleradors d'un altre proveïdor.

## Components del sistema
The fundamental DCC system consists of a single command station, and at least one of each of the following: a power station, a throttle and a decoder.  The command station, power station and throttle are conceptually distinct devices but are often found combined into a single physical "all-in-one" device as an entry-level product.
- L'estació de comandament actua com a interfície entre els acceleradors i els descodificadors. Qualsevol sistema DCC només tindrà una estació de comandament. El protocol de comunicació a la xarxa d'acceleració no està especificat per cap estàndard DCC i, per tant, les estacions de comandament són dispositius que converteixen els senyals d'una xarxa d'acceleració a la codificació DCC estandarditzada (però sense amplificació de potència). Sovint inclouen moltes altres característiques que no necessàriament formen part de cap estàndard DCC.
- Les centrals elèctriques[3] (conegudes comunament com a boosters) actuen com a amplificadors de corrent i proporcionen la major part o tota l'energia elèctrica que necessiten els vehicles DCC amplificant el senyal de comandament de la central. El nombre de centrals elèctriques necessàries en un sistema DCC dependrà del nombre de vehicles que han de rebre ordres (i, per tant, consumir corrent) de qualsevol estació de comandament.
- Els throttles, tant virtuals com físics, proporcionen una interfície perquè l'usuari interactuï amb el sistema DCC. Les ordres emeses per un usuari a través d'un regulador s'envien a l'estació de comandament per ser reenviades als descodificadors (o a un altre regulador). El nombre de reguladors necessaris en un sistema DCC dependrà del nombre d'usuaris que interactuen amb el sistema. Normalment, un usuari no utilitzarà més d'un o dos acceleradors alhora.
- Els descodificadors són receptors d'ordres enviades des de l'estació de comandament. A cada descodificador se li assigna una adreça i només respon a les ordres enviades a la seva adreça respectiva, per tant, es pot pensar que "descodifiquen" els missatges. Alguns descodificadors són transceptors, que poden transmetre dades de tornada a l'estació de comandament per ser reenviades als acceleradors. Malgrat el seu nom, descodificar adreces és només una part del propòsit d'un descodificador. Els descodificadors solen contenir circuits addicionals (per exemple, per a la regulació de potència, el control del motor, la síntesi de so) perquè un cop el descodificador rep ordres destinades a la seva adreça, els descodificadors han d'executar l'ordre que se li sol·licita. Els descodificadors mòbils estan dissenyats per ser instal·lats en un vehicle en moviment, com ara una locomotora en miniatura, i controlen gairebé tots els aspectes del comportament del vehicle, com ara la direcció de desplaçament, la velocitat de desplaçament, els efectes d'il·luminació i els efectes de so. Els descodificadors accessoris o estacionaris permeten que el GPIO bàsic faci funcionar qualsevol altra funció estacionària, com ara desviaments, senyals o qualsevol escena animada.

## Protocol de comunicació

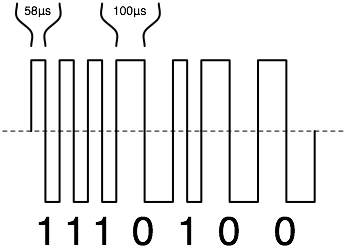
Una seqüència de 7 bits codificada amb DCC. Tingueu en compte que el voltatge pic a pic és constant i, per tant, no transporta informació. Tingueu en compte que els valors de temps donats són per a cada semicicle d'una ona quadrada.

La forma d'ona elèctrica enviada als descodificadors (normalment al llarg de la via del ferrocarril en miniatura) serveix com a senyal digital i com a portadora d'energia elèctrica. La potència transportada és el voltatge pic a pic multiplicat pel corrent. La NMRA especifica que el voltatge es basa en l'escala de modelització. Les dades es codifiquen mitjançant modulació de freqüència variant el període de les ones quadrades individuals. Un 1 binari es representa amb un 116 μsperíode nominal (durada) 116 μs, mentre que un 0 es representa amb un 200 μsperíode nominal de 200 μs. Aquests bits 0 i 1 formen paquets que contenen un preàmbul, l'adreça del descodificador del destinatari, una instrucció i una suma de verificació. Com a tal, el senyal digital es codifica completament en el temps i és completament independent del voltatge de forma d'ona. Com que no hi ha polaritat a llarg termini en la forma d'ona, la direcció de desplaçament d'un vehicle DCC és independent de la polaritat instantània entre els rails, com passaria en el funcionament convencional de CC. No hi ha cap referència de terra en el senyal DCC i, per tant, qualsevol dels dos carrils es pot utilitzar com a referència per a l'altre. A més, això significa que una ona quadrada que comença amb un flanc ascendent s'interpreta de la mateixa manera que una ona quadrada que comença amb un flanc descendent, perquè la informació digital es transporta dins del període de l'ona.

## Control de comandes de disseny
El control de comandes de disseny (LCC), anteriorment conegut com a "NMRANet", és un estàndard introduït el 2015 dissenyat per alleujar la congestió al bus de comunicació DCC. L'ús creixent de descodificadors estacionaris per aconseguir automatització o animació ha provocat una gran quantitat de paquets que causen congestió al bus DCC. El LCC pretén mantenir les comunicacions relacionades amb el control del vehicle al bus DCC i traslladar totes les altres comunicacions al bus LCC.

## Avantatges respecte al control analògic

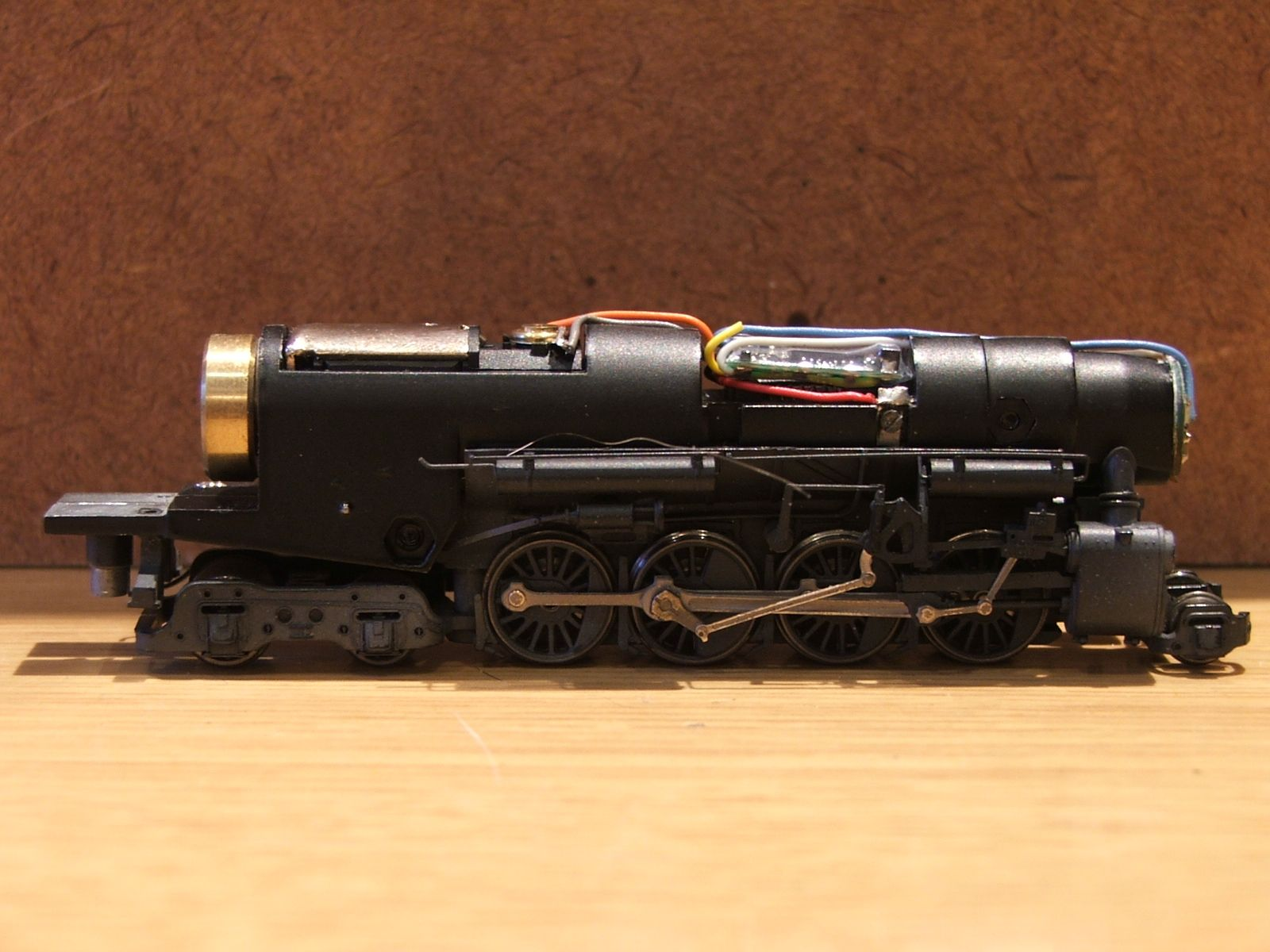
Un descodificador DCC instal·lat en una locomotora de vapor N scale

El gran avantatge del control digital és el control individual de les locomotores allà on siguin al disseny. Amb el control analògic, per operar més d'una locomotora de forma independent cal que la via estigui connectada a blocs separats, cadascun amb interruptors per seleccionar el controlador. Amb el control digital, les locomotores es poden controlar allà on siguin.
Els descodificadors digitals de locomotores sovint inclouen simulació d'inèrcia, on la locomotora augmentarà o disminuirà gradualment la velocitat de manera realista. Molts descodificadors també ajustaran constantment la potència del motor per mantenir una velocitat constant. La majoria de controladors digitals permeten a un operador establir la velocitat d'una locomotora i després seleccionar una altra locomotora per controlar-ne la velocitat mentre la locomotora anterior manté la seva velocitat.
Recents desenvolupaments inclouen mòduls de so integrats per a locomotores tan petites com l'escala N, fets possibles pels avenços en els telèfons intel·ligents, que tendeixen a utilitzar altaveus petits però d'alta qualitat.
Els requisits de cablejat generalment es redueixen en comparació amb un disseny convencional alimentat per CC. Amb el control digital dels accessoris, el cablejat es distribueix als descodificadors d'accessoris en lloc de connectar-se individualment a un panell de control central. Per a dissenys portàtils, això pot reduir considerablement el nombre de connexions entre plaques: només el senyal digital i qualsevol font d'alimentació accessòria necessiten unions creuades de placa base.

## Sistemes competidors
Hi ha dues alternatives europees principals: Selectrix, un estàndard obert Normen Europäischer Modellbahnen (NEM) i el sistema propietari de Märklin Digital. El sistema Rail-Lynx dels EUA proporciona energia amb un voltatge fix als rails mentre que les ordres s'envien digitalment mitjançant llum infraroja.
Altres sistemes inclouen el Sistema de Comandament Digital i el Control de Comandament Trainmaster.
Diversos fabricants importants (inclosos Märklin, Fleischmann, Roco, Hornby i Bachmann) han entrat al mercat DCC juntament amb fabricants que s'hi especialitzen (inclosos Lenz, Digitrax, ESU, ZIMO, Kühn, Tams, NCE, Digikeijs, i CVP Products, Sound Traxx, Train Control Systems i ZTC). La majoria de les unitats centrals Selectrix són unitats multiprotocol que admeten DCC totalment o parcialment (per exemple, Rautenhaus, Stärz i MTTM).